# Rhyacia obscurata
Rhyacia obscurata là một loài bướm đêm trong họ Noctuidae.